# Sindicato dos Professores da Grande Lisboa
O Sindicato dos Professores da Grande Lisboa (SPGL) é uma organização sindical portuguesa representativa de educadores e professores do ensino público, ensino privado e cooperativo, instituições particulares de solidariedade social (IPSS) e investigadores científicos.

## História

### Formação
O SPGL considera-se fundado em 2 de maio de 1974, poucos dias após a Revolução do 25 de Abril, então somente com o nome de Sindicato dos Professores, rapidamente adoptando o nome Sindicato de Professores da Zona da Grande Lisboa (SPZGL) dada a necessidade de maior definição geográfica face aos demais grandes sindicatos, como o Sindicato dos Professores da Zona Norte e o Sindicato dos Professores da Zona Centro.
A sua criação representou então uma das primeiras expressões da nova liberdade sindical em Portugal, surgindo como herdeiro direto da atividade clandestina desenvolvida pelos Grupos de Estudo dos Ensinos Preparatório e Secundário durante o Estado Novo, bem como, em menor grau, do então existente Sindicato de Professores do Ensino Particular, alguns dos seus membros passando-se para o SPGL.
Formado com fortes vínculos ao Partido Comunista Português, vários de seus membros viriam a ser militantes deste partido.

### Actuação
Foi uma das vozes sindicais que se opôs à recondução do bem sucedido ministro marcelista Veiga Simão nos governos provisórios.
Em novembro de 1976, critica o ministério de educação de Mário Sottomayor Cardia pelo seu combater do poder informalizado dos professores, cujos plenários se vinham frequentemente a sobrepor às decisões ministeriais e hierarquias escolares oficiais, desde o 25 de Abril. As acções do governo seriam descritas pelo sindicato como o "[aniquilar da] conquista principal das escolas após o 25 de Abril, isto é, a sua gestão democrática", o sindicato apresentando um recurso ao Presidente da Assembleia da República.
Tendo-se oposto ao congelamento de carreiras de professor em 2011, na sequência da crise financeira, continuou pelos anos a lutar contra a medida.
Entre as suas cooperações internacionais, constariam iniciativas com Fernando Haddad, candidato às presidenciais brasileiras pelo Partido dos Trabalhadores.

## Princípios
Afirmou-se como um importante sindicato de professores, destacando-se pelo seu funcionamento democrático, respeito pelo pluralismo de ideias e pela articulação com outras organizações sindicais e sociais e por organização de eventos culturais a dignificar a profissão.

## Estrutura e afiliações
O SPGL é membro fundador da Federação Nacional dos Professores (FENPROF, um dos mais importantes sindicatos de professores em Portugal, sendo uma parte tão significativa da organização que são por vezes equiparados, frequentemente presidentes da primeira transitando para presidir a FENPROF), tendo dado ambas as organizações contributos significativos "para a construção da profissão docente" (em particular nos primeiros anos de democracia). Desde abril de 2002, a SPGL integra a Confederação Geral dos Trabalhadores Portugueses – Intersindical Nacional (CGTP-IN), na sequência de um referendo realizado entre os seus associados.
Também é membro da Federação Nacional da Educação (FNE), desde 1989.

## Eleições
As eleições internas do sindicato caracterizam-se por uma ampla participação dos associados.  
Em 2022, foram a eleições sete listas, da qual foi vencedora a lista B, com 37 875 participantes.